# Neocondeellum matobai
Neocondeellum matobai är en urinsektsart som först beskrevs av Imadaté 1974.  Neocondeellum matobai ingår i släktet Neocondeellum och familjen Protentomidae. Inga underarter finns listade i Catalogue of Life.